# Lukovë
Lukovë (ancienne Nivice) est une ville côtière du sud-ouest de l'Albanie, située dans le district de Sarandë, dans la préfecture de Vlorë. 

## Toponyme
Le toponyme albanais Lukovë vient des termes slaves Luk, Laka, Luka qui signifient eau coulant à proximité, prairie humide le long d'une rivière.

## Population
Lors du recensement de 2011, sa population s'élève à 2916 habitants.

## Personnalités liées
- Dimítrios Doúlis (1865-1928), militaire et un homme politique grec, né à Lukovë.
- Niphon Kausokalybites (en) (1316-1411), moine chrétien orthodoxe, né à Lukovë.